# Pedro José Bustamante y Alvizuri
Pedro José Bustamante y Alvizuri (Arequipa, 29 de abril de 1815-Ibídem, 26 de julio de 1873) fue un magistrado, docente universitario y político peruano. Presidente de la Cámara de Diputados de 1858 a 1859.

## Biografía
Hijo de Mariano Bustamante Diez Canseco y Juana Alvizuri Fernández Maldonado. Abuelo de José Luis Bustamante y Rivero, ilustre jurista que llegó a ser presidente del Perú de 1945 a 1948.
Estudió en el Seminario de San Jerónimo, donde, siendo todavía alumno, ejerció como profesor de Matemáticas, Filosofía y Latinidad. Pasó a la Universidad Nacional de San Agustín de Arequipa, donde se tituló de abogado (4 de diciembre de 1838). En dicha universidad se dedicó a la docencia como catedrático de Filosofía, siendo elegido vicerrector en 1845.
Accidentalmente fue relator de la Corte Superior de Justicia y secretario de la prefectura. En 1848 fue admitido en la Academia Lauretana de Ciencias y Artes de la cual fue vicepresidente en 1851. Fue también miembro fundador de la Sociedad de Beneficencia Pública, de la que fue secretario y luego presidente (1854 y 1858). 
En 1855 fue nombrado fiscal de la Corte Superior de Justicia de Arequipa. Ejerció como secretario del presidente Ramón Castilla durante la campaña de Arequipa emprendida contra la rebelión del general Manuel Ignacio de Vivanco, la misma que desembocó en una cruenta guerra civil (1856-1858).
En 1858 fue elegido diputado por Arequipa, y le correspondió presidir su cámara de 12 de octubre de 1858 a 25 de mayo de 1859 (Congreso Extraordinario). Luego, dicho Congreso se convirtió en Constituyente y dio la Constitución Política de 1860.
En 1866 volvió a ser fiscal de Corte Superior de Arequipa, pero al poco tiempo se vio obligado a renunciar para defender los fueros de la justicia ante ciertas usurpaciones gubernamentales, aunque su renuncia no fue aceptada. En 1868 fue nombrado vocal y en 1871 ejerció accidentalmente como prefecto de Arequipa.